# Cultures et Conflits
La revue trimestrielle de sociologie politique de l’international, Cultures & Conflits, est une revue thématique qui rend compte des choix épistémologiques du Centre d’Études sur les Conflits. Dirigée par Didier Bigo, elle a une approche liée aux Critical Security Studies. 
La revue est accessible via son site Internet : www.conflits.org, qui donne accès à l’ensemble des publications du Centre, ainsi qu’aux dossiers et compléments de publications (articles inédits, document iconographiques, documents annexes, liens vers d’autres sites, etc.).
Cultures et conflits est accessible en texte intégral sur revues.org, devenu OpenEdition Journals, sans délai de restriction. La revue est propulsée par le CMS libre Lodel. 